# Kemankeş Kara Ali Pasha
Kemankeş Kara Ali Paşa foi um estadista turco otomano. Ele foi o 80.º grão-vizir do Império Otomano de 1623 a 1624, durante o reinado do Sultão Murade IV. Ele desempenhou um papel importante na Guerra Otomano-Safávida (1623-39).